# Dingspelerberg
De Dingspelerberg is een van de vijf heuvels rondom Markelo. Hij ligt pal ten westen van de Markelerberg. De heuvel is ongeveer 22 m hoog.
De naam wordt voor het eerst in 1912 op de topografische kaart weergegeven als Dingspelberg (Bonnekaart, blad 396, Markeloo).
Sommigen menen dat de heuvel is genoemd naar de Saksische dingplaats waar rond het jaar 1200 recht werd gesproken. De dingplaats op de Dingspelerberg is enkele jaren geleden gereconstrueerd. Tevens is er een officiële "dependance" van de gemeente geplaatst, zodat men op deze historische plek in het huwelijk kan treden.

Wapen van de vroegere gemeente Markelo met Hollandse tuin

De dingplaats maakt ook deel uit van het gemeentewapen van de vroegere gemeente Markelo.